# 윤후덕
윤후덕(尹厚德, 1957년 1월 9일~)은 대한민국의 정치인으로, 제19·20·21·22대 국회의원이다. 파주시 갑을 지역구로 하는 더불어민주당 국회의원이다.

## 학력
- 1963년 3월 금촌국민학교 입학
- 1972년 2월 서대문중학교 졸업
- 1975년 2월 중동고등학교 졸업
- 1983년 8월 연세대학교 사회학 학사
- 2002년 8월 연세대학교 대학원 경제학 석사
- 2009년 2월 경기대학교 정치전문대학원 정치학 박사

## 경력
- 1984년~1990년: 도서출판 세계 대표이사
- 1992년~2002년 11월: 김원길 국회의원 보좌관
- 2001년 3월~2002년 1월: 보건복지부 장관 특별비서관
- 2002년 11월~2002년 12월: 제16대 대통령선거 새천년민주당 노무현후보 중앙선거대책위원회 부대변인
- 2003년 1월~2003년 2월: 제16대 대통령직인수위원회 경제1분과 전문위원
- 2003년 5월~2003년 9월: 해양수산부 장관 정책보좌관
- 2003년 9월~2003년 12월: 행정자치부 장관 정책보좌관
- 2003년 12월~2004년 5월: 대통령비서실 정무수석실 정무비서관
- 2004년 5월~2005년 7월: 대통령비서실 업무조정비서관
- 2005년 7월~2005년 10월: 대통령비서실 기획조정비서관
- 2005년 10월~2006년 8월: 대통령자문 정책기획위원회 사무처장
- 2007년 4월~2008년 1월: 제38대 국무총리비서실 실장
- 2008년: 순천향대학교 초빙교수
- 2008년: 민주당 정책위원회 부의장
- 2010년~2012년: 민주당→민주통합당 경기도당 파주시 지역위원회 위원장
- 2011년: 민주당 정책위원회 부의장
- 2011년: 경기도교육자치협의회 위원
- 2011년 2월: 파주발전운정3지구 비상대책위원회 자문위원
- 2012년 3월~: 민주통합당→민주당→새정치민주연합→더불어민주당 경기도당 파주시 갑 지역위원회 위원장
- 2012년 4월 11일: 대한민국 제19대 국회의원 선거 당선(경기 파주시 갑, 민주통합당, 초선)
- 2012년 6월~2013년 1월: 민주통합당 전략기획위원장
- 2012년 6월~2012년 10월: 민주통합당 제16대 대통령선거 후보경선 문재인후보 비서실장
- 2012년 10월~2012년 12월: 제18대 대통령선거 민주통합당 문재인후보 중앙선거대책위원회 비서실 부실장 겸 수행단장
- 2013년 1월~2013년 5월: 민주통합당 홍보위원장
- 2013년 5월~: 민주당→새정치민주연합→더불어민주당 을지로위원회 위원
- 2013년 5월~2014년 5월: 민주당→새정치민주연합 제3정책조정위원회 위원장
- 2014년 5월~2014년 10월: 새정치민주연합 원내부대표
- 2014년 8월~2014년 9월: 새정치민주연합 국민공감혁신위원장 비서실장
- 2016년 4월 13일: 대한민국 제20대 국회의원 선거 당선(경기 파주시 갑, 더불어민주당, 재선)
- 2017년 4월~2017년 5월: 제19대 대통령선거 더불어민주당 문재인후보 국민주권선거대책위원회 정책본부 부본부장
- 2017년 5월~2017년 7월: 대통령직속 국정기획자문위원회 경제1분과 위원
- 2017년 5월~2018년 5월: 더불어민주당 원내부대표(예산)
- 2020년 1월~2020년 5월: 더불어민주당 원내수석부대표
- 2020년 4월 15일: 대한민국 제21대 국회의원 선거 당선(경기 파주시 갑, 더불어민주당, 3선)
- 2021년 5월~: 더불어민주당 반도체기술특별위원회 고문
- 2024년 4월 10일: 대한민국 제22대 국회의원 선거 당선(경기 파주시 갑, 더불어민주당, 4선)[1][2]

## 제19대 국회
- 2012년 5월 30일~2016년 5월 30일: 제19대 국회의원(경기 파주시 갑, 민주통합당→민주당→새정치민주연합→더불어민주당, 초선)
  - 2012년 7월~2013년 3월: 제19대 국회 전반기 국토해양위원회 위원
  - 2013년 3월~2014년 5월: 제19대 국회 전반기 국토교통위원회 위원
  - 2014년 6월~2016년 5월: 제19대 국회 후반기 국방위원회 간사
  - 2014년 6월~2014년 10월: 제19대 국회 후반기 운영위원회 위원
  - 2014년 6월~2015년 5월: 제19대 국회 후반기 예산결산특별위원회 위원

## 제20대 국회
- 2016년 5월 30일~2020년 5월 29일: 제20대 국회의원(경기 파주시 갑, 더불어민주당, 재선)
  - 2016년 6월~2018년 5월: 제20대 국회 전반기 국토교통위원회 위원
  - 2017년 6월~2018년 5월: 제20대 국회 전반기 예산결산특별위원회 간사
  - 2018년 7월~2020년 5월: 제20대 국회 후반기 기획재정위원회 위원
  - 2018년 9월~2019년 5월: 제20대 국회 후반기 예산결산특별위원회 위원
  - 2018년 9월~2018년 10월: 제20대 국회 헌법재판소 재판관(김기영·이영진) 선출에 관한 인사청문특별위원회 간사
  - 2018년 10월~2019년 6월: 제20대 국회 남북경제협력 특별위원회 위원
  - 2019년 7월~2019년 8월: 제20대 국회 후반기 예산결산특별위원회 간사
  - 2020년 2월~2020년 5월: 제20대 국회 후반기 운영위원회 간사

## 제21대 국회
- 2020년 5월 30일~2024년 5월 29일: 제21대 국회의원(경기 파주시 갑, 더불어민주당, 3선)
  - 2020년 6월~2022년 5월: 제21대 국회 전반기 기획재정위원회 위원장
  - 2022년 7월~2024년 5월: 제21대 국회 후반기 국방위원회 위원

## 제22대 국회
- 2024년 5월 30일~: 제22대 국회의원(경기 파주시 갑, 더불어민주당, 4선)[1][2]
  - 2024년 6월~: 제22대 국회 전반기 외교통일위원회 위원
  - 2025년 3월~: 제22대 국회 2025 아시아태평양경제협력체(APEC) 정상회의 지원 특별위원회 위원
  - 2025년 6월~: 제22대 국회 전반기 예산결산특별위원회 위원

## 전과
- 국가보안법위반(기타): 징역 1년 6월, 자격정지 1년 6월, 집행유예 3년 - 1987년 12월 12일 선고, 1988년 12월 21일 특별사면[3]
- 국가보안법위반(기타): 징역 8월, 집행유예 1년, 자격정지 1년 - 1991년 6월 12일 선고[3]

## 논란
- 종교인 퇴직금에 대한 과세범위에 대한 개정안을 공동발의해서 논란이 되고 있다. 이 법이 4월 5일 국회 본회의를 통과하면 2018년 1월 1일 기준으로 시행된 종교인 소득세법에 대해서 2018년 1월 이후 근무기간에 대해서만 인정시켜 조세 형평성의 문제 및 거액의 불로소득을 합법적으로 취할 수 있는 길을 열어주게 된다. 대표발의자 정성호 의원 외 민주당 김정우·강병원·유승희·윤후덕, 한국당 김광림·권성동·이종구·추경호, 민주평화당 유성엽 등 의원 10명이 발의자로 참여했다.

### 유치원 행태 내부고발을 그대로 설립자에게 누설 논란
윤후덕 의원에게 사립유치원 설립자의 행태를 제보한 제보자의 문자메시지를 설립자에게 그대로 전달해 논란이 일고 있다.  문자에서 “현재 설립자가 (사설)용역을 세워 유치원 출입을 막고 있다”며 “(경비)지출도 하지 못하게 하고 있다. 우리의 이야기를 들어달라”고 윤후덕 의원에게 도움을 요청했지만 이 내용을 그대로 유치원 설립자에게 전달해 버린것이다. 해당 유치원은  2014~2015학년 경기도교육청 감사에서 회계비리가 적발된 데 이어 감사거부로 올해 초 경찰에 고발된 것으로 알려졌다. 과거 윤후덕의원은 공익신고자의 보호조치결정을 이행하지 않은 자에 대해 이행강제금을 신설하고, 법을 위반할 경우 벌칙은 3년 이하의 징역 등에서 5년 이하의 징역 등으로 상향하는 공익신고자 보호 법률을 발의한 적도 있는 것으로 알려져 더욱 논란이 되고있다. 윤후덕의원은  “보좌관이 해당 휴대폰을 관리하면서 문제 해결 차원에서 문자를 설립자에게 보낸 것”이라고 해명했다.

## 상훈
- 황조근정훈장(2006년)
- 부총리겸 재정경제부장관 표창(2007년)
- 부총리겸 교육인적자원부장관 표창(2007년)
- 통일부장관 표창(2007년)
- 해양수산부장관상 수상(2008년)

## 저서
- 《당신이 있어서 행복합니다》(2008, 청년사)
- 《윤후덕의 따뜻한 동행》(2011, 동녘)

## 역대 선거 결과
|  | 28.73% |

|  | 57.46% |

|  | 51.56% |

|  | 60.93% |

|  | 63.43% |

## 소속 정당
| 소속 정당 | 소속 정당      | 소속 기간 | 비고      |
| --------- | -------------- | --------- | --------- |
|           | 민주당         | 1991~1995 | 정계 입문 |
|           | 무소속         | 1995      | 탈당      |
|           | 새정치국민회의 | 1995~2000 | 창당      |
|           | 새천년민주당   | 2000~2003 | 합당      |
|           | 무소속         | 2003      | 탈당      |
|           | 열린우리당     | 2003~2007 | 창당      |
|           | 대통합민주신당 | 2007~2008 | 합당      |
|           | 통합민주당     | 2008      | 합당      |
|           | 민주당         | 2008~2011 | 당명 변경 |
|           | 민주통합당     | 2011~2013 | 합당      |
|           | 민주당         | 2013~2014 | 당명 변경 |
|           | 새정치민주연합 | 2014~2015 | 합당      |
|           | 더불어민주당   | 2015~현재 | 당명 변경 |

## 같이 보기
- 파주시 갑
- 파주시의 국회의원
- 대한민국의 국무총리비서실장